# Ford Edge
Ford Edge — среднеразмерный кроссовер, выпускаемый американским автопроизводителем Ford с 2006 года.

## Первое поколение
Первое поколение Ford Edge дебютировало в январе 2006 года на североамериканском международном автосалоне. Производство началось в октябре 2006 года, и именовалась как модель 2007 года.
Первое поколение основано на платформе Ford CD3. Совместно с первым поколением Mazda 6 продавалось в ребеджинговом виде как Lincoln MKX. Платформа также является общей с кроссоверами Mazda CX-9, Ford Fusion, Mercury Milan и седаном Lincoln MKZ первого поколения. Внешне похожий на Ford Explorer, Ford Edge не основан на той же платформе.
Ford Edge первого поколения представлен в дизайне Ford с тремя хромированными планками решётки радиатора на передней части автомобиля.

### Виды комплектации
Комплектация SE включает в себя тканевое покрытие сидений, однозоновое ручное кондиционирование воздуха, AM/FM стереомагнитолу с однодисковым CD/MP3 плеером и 17-дюймовые окрашенные алюминиевые колёса.
Комплектация SEL включает тканевое покрытие сидений, 6-позиционное электроприводное сиденье водителя, AM/FM стереомагнитолу премиум-класса с 6-дисковым CD/MP3 плеером, кожаным покрытием руля с вторичным аудиоконтролем и 18-дюймовыми окрашенными алюминиевыми колёсами.
Комплектация Limited включает кожаную отделку сидений и 6-позиционное электроприводное переднее пассажирское сиденье (опционально), возможность откидывания спинок задних сидений, двухзоновый автоматический электронный контроль температуры, автомобильную систему связи SYNC и 18-дюймовые алюминиевые колёса с хромированным покрытием. Комплектация Limited в 2008 году была заменена на SEL Plus.

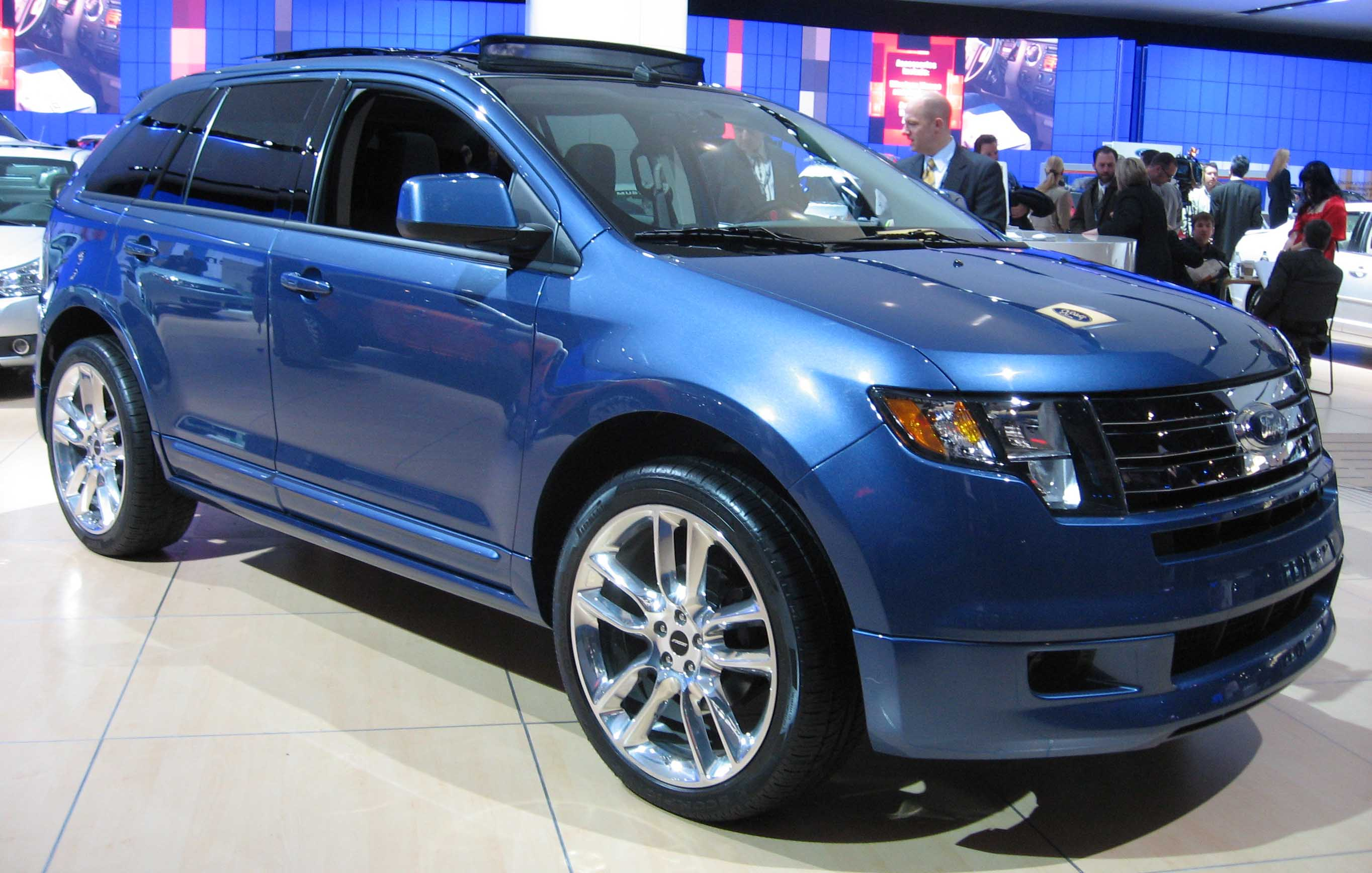
Ford Edge Sport 2009 года

Появившаяся в 2008 году комплектация Sport включает: кожаную отделку салона с серыми замшевыми вставками Alcantara, откидывание спинок задних сидений (60/40) с центральным откидным подлокотником, AM/FM стереомагнитолу премиум-класса с 6-дисковым CD/MP3 плеером, автомобильную систему связи SYNC, хромированные выхлопные трубы большого диаметра и 20-дюймовые алюминиевые колёса с хромированным покрытием. Спортивная комплектация Ford Edge была представлена в 2008 году на Чикагском автосалоне, а её продажи начались в 2009 году. сначала автомобили производились со стандартной окраской кузова и 20-дюймовыми колёсами. Опционально на заводе можно заказывать 22-дюймовые колёса.

### Рестайлинг
Обновлённый Ford Edge был представлен 12 января 2010 года на Чикагском автосалоне. Изменения снаружи затронули переднюю панель, колёса и бампер, в то время как интерьер машины отразился в улучшенных материалах, ёмкостном сенсорном управлении вместо некоторых традиционных кнопок и переключателей, что также можно увидеть и на рестайлинге Lincoln MKX.
При рестайлинге было представлено три новых двигателя: двухлитровый EcoBoost l4, 3,5-литровый Duratec с Ti-VCT, выдающий 285 л.с. и 343 Н·м крутящего момента, а для модели Sport Форд представил тот же 3,7-литровый двигатель Duratec, установленный в Lincoln MKX с мощностью 305 л.с. и 380 Н·м. В новом двухлитровом двигателе турбокомпрессор разработан для пробега в 150 000 миль или 10 лет эксплуатации.

#### Виды комплектации
SE включает тканевую отделку сидений, однозоновый кондиционер с ручным управлением, систему MyFord Touch с 4,2" цветным LCD дисплеем, 5-позиционный руль, а также 17-дюймовые окрашенные алюминиевые колёсные диски.
SEL включает в себя тканевую отделку сидений, 6-позиционное водительское кресло с электроприводом, двухзонный электронный автоматический кондиционер (DEATC), кожаную обивку руля, круиз-контроль, 5-позиционную панель переключателей и вторичный аудиоконтроль, 18-дюймовые окрашенные алюминиевые колёсные диски, реверсивную сенсорную систему и дополнительные парковочные огни.
В комплектацию Limited входит кожаная обивка сидений, 10-позиционное сиденье водителя с подогревом и электроприводом, аудисистему Sony с радио High Definition и с 12 динамиками в 10 местах, систему MyFord Touch с двумя настраиваемыми водителем конфигурациями и 4,2" цветным LCD дисплеем и с 8-дюймовым цветным LCD дисплеем в центральном стеке, Ford Sync включает медиахаб с 2 портами USB, кардридером SD карт и входными разъёмами для видео, а также 20-дюймовыми алюминиевыми колёсными дисками с хромированным покрытием, камерой заднего обзора и 6-режимным электроподогревом, а также раскладывающейся спинкой сиденья переднего пассажира.
Комплектация Sport включает 3,7-литровый Ti-VCT двигатель V6, 6-скоростную автоматическую коробку передач с кнопочной активацией, угольно-чёрную кожаную отделку сидений с серебряно-дымчатыми металлическими вставками, 22-дюймовые полированные алюминиевые диски с дымчато-чёрным эффектом, чёрный цвет кузова передней и задней панелей, 4-дюймовые овальные сдвоенные выхлопные трубы и с окраской нижней стороны под цвет кузова.

### Характеристики
Модели комплектовались следующими двигателями:
- V6 Duratec объёмом 3,496 литра 2006—2010 годов, мощностью 265 л.с. x 6250 оборотов в минуту, крутящий момент 339 Н·м x 4500 оборотов;
- V6 2011 года объёмом 3,7 литра, мощностью 305 л.с. / 380 Н·м;
- V6 2011 года объёмом 3,5 литра, мощностью 288 л.с. / 343 Н·м;
- Ecoboost l4 2012 года объёмом 2,0 литра, мощностью 240 л.с. / 366 Н·м.[6]

Устанавливалась автоматическая 6-скоростная коробка передач 6F.

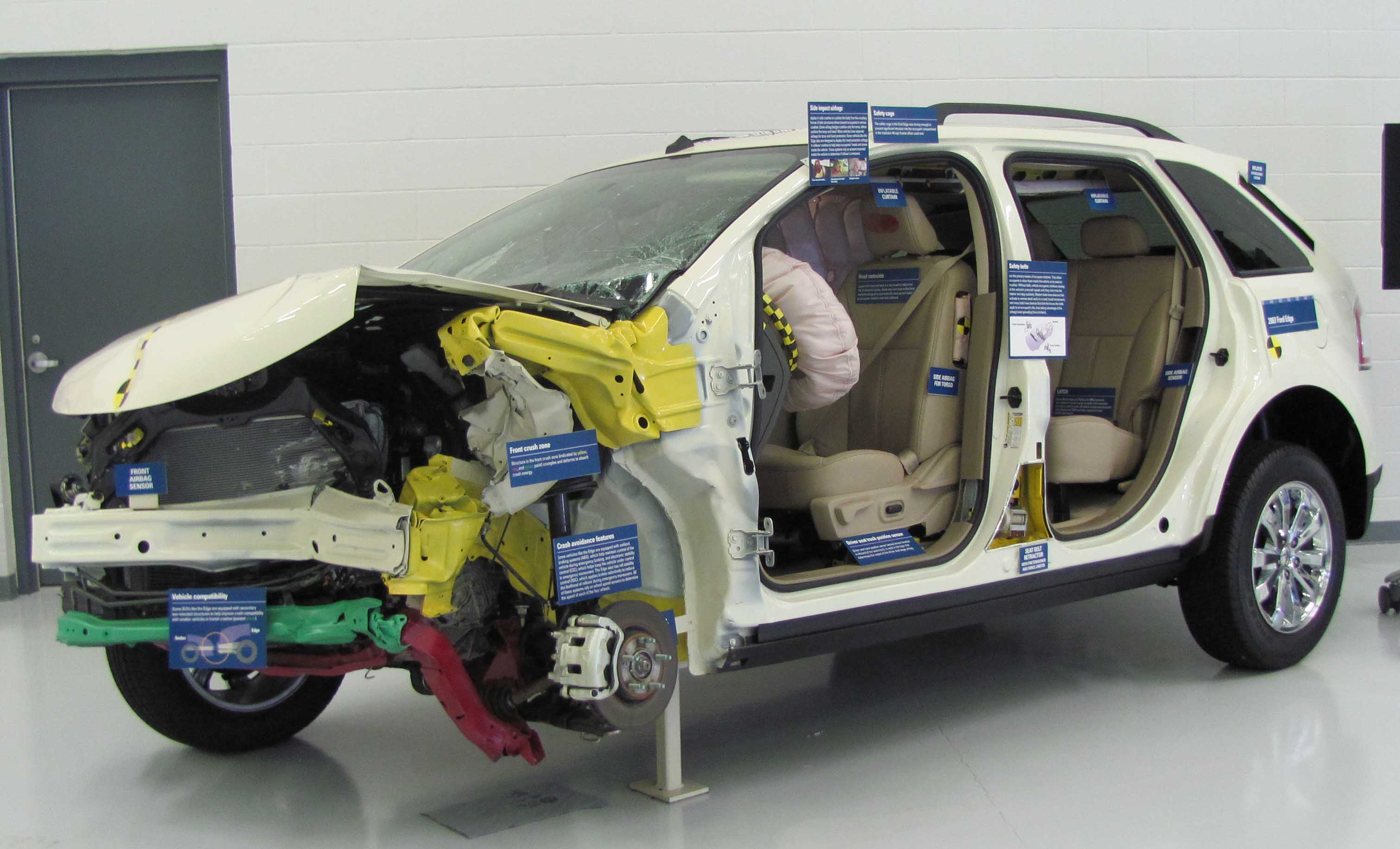
Страховой институт дорожной безопасности использовал Ford Edge SEL 2007 года в краш-тесте для демонстрации продуманной системы безопасности при столкновении

Система безопасности включает в себя стандартные двойные передние подушки безопасности, передние боковые подушки безопасности, боковые шторы безопасности, антиблокировочную тормозную систему, контроль тяги, электронный контроль устойчивости и систему мониторинга давления в шинах.
По результатам краш-теста национального управления безопасностью движения на трассах рейтинги были такими:
- водитель при ударе спереди:
- передний пассажир:
- боковой удар:
- опрокидывание:

В Ford Edge и 6 других автомобилях, аварии которых исследовались с 2006 по 2009 годы, не было погибших водителей.

### HySeries

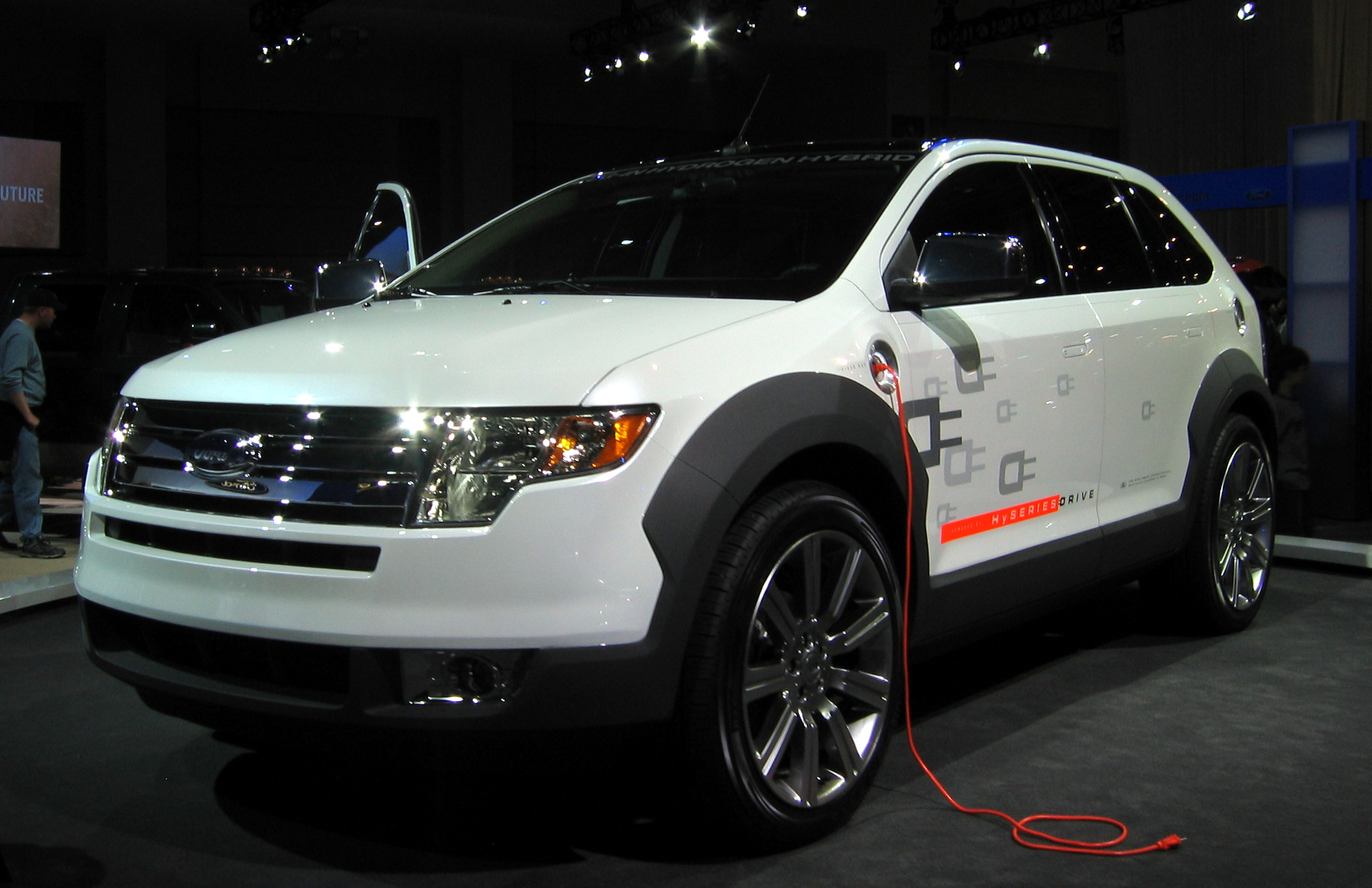
Концепт-кар Ford Edge с водородными топливными элементами и гибридным электродвигателем.

В июне 2007 года канадское подразделение Ford объявило о выпуске гибридной бензино-электрической версии Ford Edge. Дебют произошёл в 2012 году. Эта модель использует гибридную двигательную систему от Ford в виде электродвигателя, спаренного с двигателем V6.
Кроме того, после публичной презентации в 2007 году, Ford подчеркнул будущее производство своего Ford Edge с системой HySeries. Этот гибридный электродвигатель использует водородное топливо со встроенным комплексом литий-йонных аккумуляторов, что при комбинированном использовании даёт дальность в 230 км от одной «заправки». Система HySeries была введена концепт-каром Ford Airstream в 2007 году на североамериканском международном автосалоне в Детройте. Концепт-кар с двигателем HySeries был представлен на автосалоне 2007 года в Вашингтоне. Система HySeries относится к платформе E-Flex корпорации General Motors. Платформа E-Flex введена в 2007 году на автосалоне в Детройте в виде двигательной установки в концепт-каре Chevrolet Volt.
Этот автомобиль появляется в виде машины Джеймса Бонда в «Квант милосердия» с Дэниелем Крейгом в роли Джеймса Бонда, снятого в 2008 году. В 2002 году начав с фильма «Умри, но не сейчас» (Пирс Броснан в роли Бонда) Ford заключил с EON Productions соглашение о контракте на три фильма с участием их автомобилей, показываемых/используемых в картинах о Бонде. После «Кванта милосердия» их контракт окончился.

### Рестайлинг

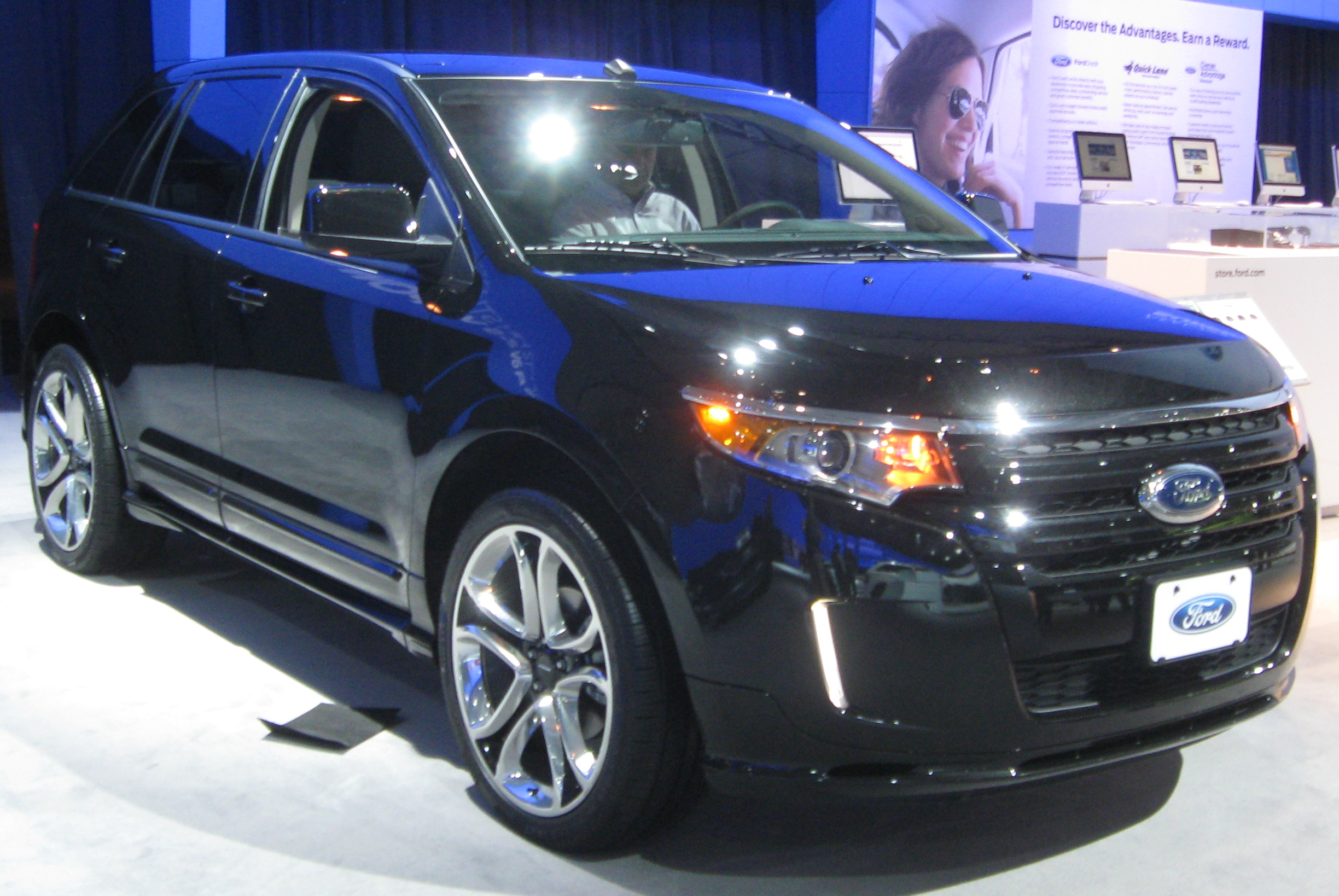
2011 Ford Edge Sport

Обновленный Ford Edge был представлен на Чикагском автосалоне 2010 года , производство которого начнется 12 февраля 2010 года как модель 2011 года. Внешние изменения включают новую переднюю панель, колеса и обновленный бампер, а обновленный интерьер отличается улучшенными материалами и емкостным сенсорным управлением вместо некоторых традиционных кнопок и переключателей, которые также можно увидеть на Lincoln MKX второго поколения.
Двигатели, предлагаемые для обновленного первого поколения: двигатель EcoBoost I4 объемом 2,0 л, двигатель Duratec объемом 3,5 л с Ti-VCT мощностью 285 л.с. (213 кВт) и крутящим моментом 253 фунт-фут (343 Нм), а модель Sport имела тот же двигатель Duratec объемом 3,7 л, что и Lincoln MKX 2011 года  мощностью 305 л.с. (227 кВт) и крутящим моментом 280 фунт-фут (380 Нм). Турбокомпрессор в новом 2,0-литровом двигателе рассчитан на 150 000 миль или 10 лет.

## Второе поколение
В 2015 году Ford Edge был модернизирован: появилась новая решетка радиатора в стиле Taurus и Explorer, новые фары, комбинированные светодиодные задние фонари, увеличенное внутреннее пространство и камера заднего вида. Это поколение Edge поставляется со стандартным двигателем EcoBoost, совершенно новым 2,0-литровым двигателем (сохраняются только объем двигателя и расстояние между центрами цилиндров), который оснащен новым турбонаддувом с двойной спиралью для повышения крутящего момента на низких оборотах. В отличие от предыдущего 2,0-литрового EcoBoost, поколение 2015 года имеет буксировочную способность 3500 фунтов и доступно с полным приводом. Двигатель средней спецификации представляет собой 3,5-литровый двигатель V6 со слегка сниженной выходной мощностью. Самый мощный двигатель в линейке, которым оснащаются модели Sport, — это новый 2,7-литровый двигатель EcoBoost V6 с двойным турбонаддувом.
Впервые Ford начал продавать Edge на европейском рынке (в рамках стратегии компании «One Ford»); он находится по классу над Ford Kuga. Бензиновые двигатели не продаются в Европе; вместо этого на этот рынок поступает один из двух дизельных двигателей Duratorq с турбонаддувом, которые используются в других продуктах Ford Europe, таких как Ford Mondeo. Оба двигателя в стандартной комплектации соединены с системой полного привода; опция полного привода отсутствует. Оба двигателя имеют мощность 180 и 210 л.с. Какую мощность получит клиент, полностью зависит от выбора трансмиссии: шестиступенчатая механическая коробка передач в стандартной комплектации сочетается с агрегатом мощностью 180 л.с. Была доступна шестиступенчатая автоматическая коробка передач PowerShift с двойным сцеплением в паре с агрегатом мощностью 210 л.с.
| Euro NCAP                                                            | Euro NCAP | Euro NCAP | Euro NCAP             |
| -------------------------------------------------------------------- | --------- | --------- | --------------------- |
| · общий рейтинг                                                      |           |           |                       |
| 85%                                                                  | 76%       | 67%       | 89%                   |
| взрослый пассажир                                                    | ребёнок   | пешеход   | активная безопасность |
| Протестированная модель: Ford Edge 2.0 diesel 'Titanium', LHD (2016) |           |           |                       |

Ford Edge продавался в Европе как большой кроссовер премиум-класса только с высококлассными комплектациями и дизельными двигателями по ценам на 50% выше, чем в Северной Америке. Из-за низких продаж в 2019 году модель была ограничена лишь несколькими странами, а последние запасы были проданы в начале 2021 года.  Производство второго поколения закончилось 26 апреля.

### Рестайлинг 2019 года
Edge (наряду с Lincoln MKX) в 2019 году подвергся фейслифтингу в середине цикла, в результате которого существующая передняя решетка Ford с тремя стержнями была заменена на дизайн, аналогичный более крупному Ford Explorer, новые варианты колес из алюминиевого сплава, новые сочетания цветов кузова и интерьера. и систему объемного звучания B&O Play с 12 динамиками , пришедшую на смену системе Sony . Все модели получили новую восьмиступенчатую автоматическую коробку передач Ford 8F35 (с технологией автоматического стоп-старта), которая также позволяет базовому 2,0-литровому четырехцилиндровому двигателю EcoBoost с турбонаддувом получить наддув на 5 лошадиных сил (3,7 кВт), а также улучшенное топливо EPA. экономика .

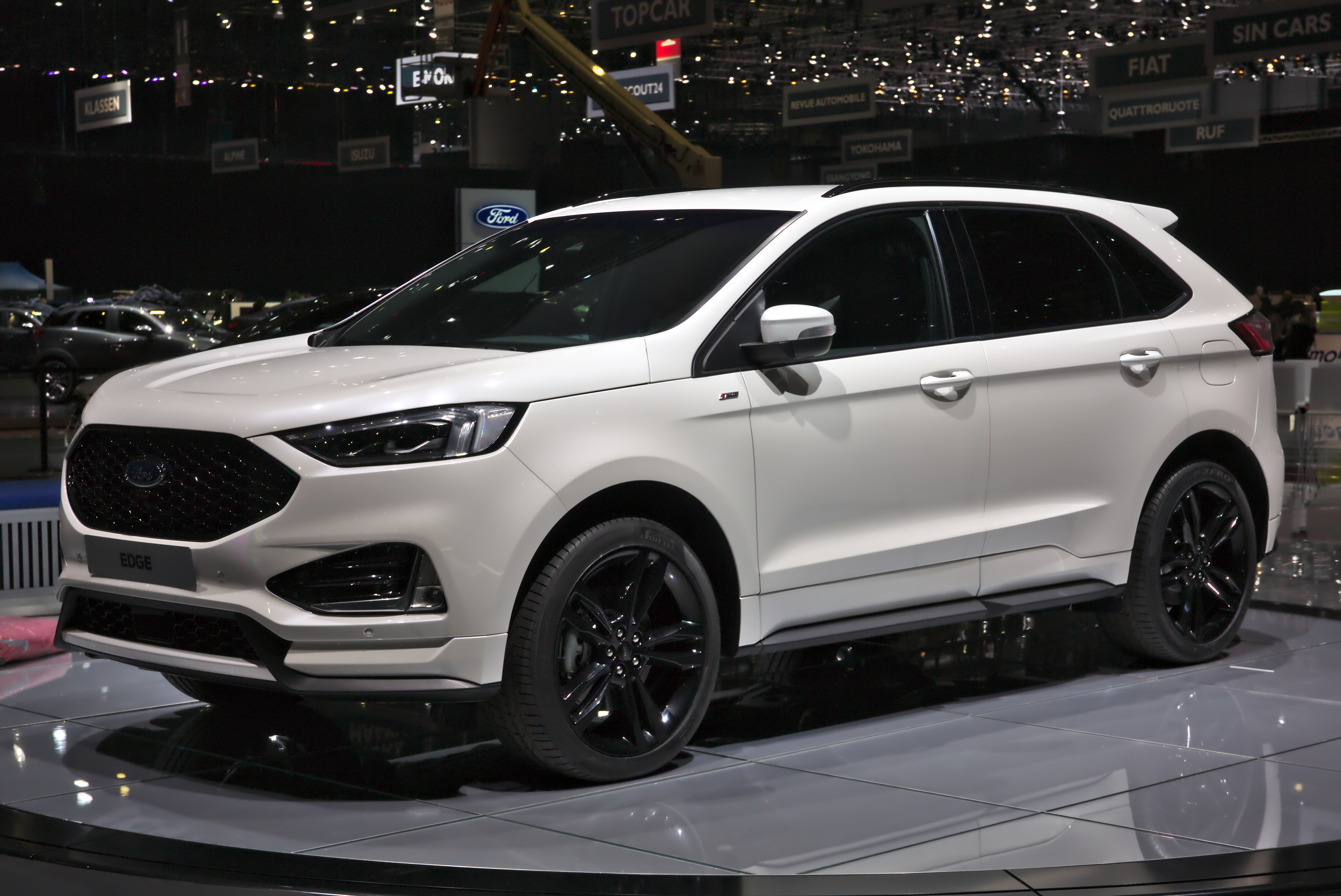
Рестайлинг

С запуском модели 2018 года в Австралии (февраль 2019 года в Новой Зеландии) Edge продается как Ford Endura и является преемником Ford Territory.  В Австралии Endura был доступен в комплектациях Trend, ST-Line и Titanium.  Производство Endura было прекращено в Австралии к концу 2020 года.  До этого производство модели Endura было прекращено в Новой Зеландии.
Ford Edge 2019 года предлагался в девяти цветах кузова, некоторые из которых были новыми для 2019 года
Кроме того, Edge 2019 года предложил три новые технологии безопасности:
- Торможение после столкновения автоматически применяет тормозное давление при обнаружении события столкновения.
- Система помощи при рулевом управлении помогает водителям объезжать остановившиеся или медленно движущиеся автомобили, чтобы избежать возможного столкновения.
- Адаптивный круиз-контроль с центрированием полосы движения при движении с остановками позволяет автомобилю поддерживать комфортную дистанцию вождения и помогает снизить стресс во время длительных поездок.

Edge 2019 года дебютировал на Североамериканском международном автосалоне 2018 года в Детройте и поступил в продажу весной 2018 года как автомобиль начала 2019 модельного года.
В 2020 модельном году двухзонный автоматический климат-контроль был включен во все комплектации. Однако проигрыватель компакт-дисков был удален.

### Edge Plus (Китай, рестайлинг, 2021 г.)

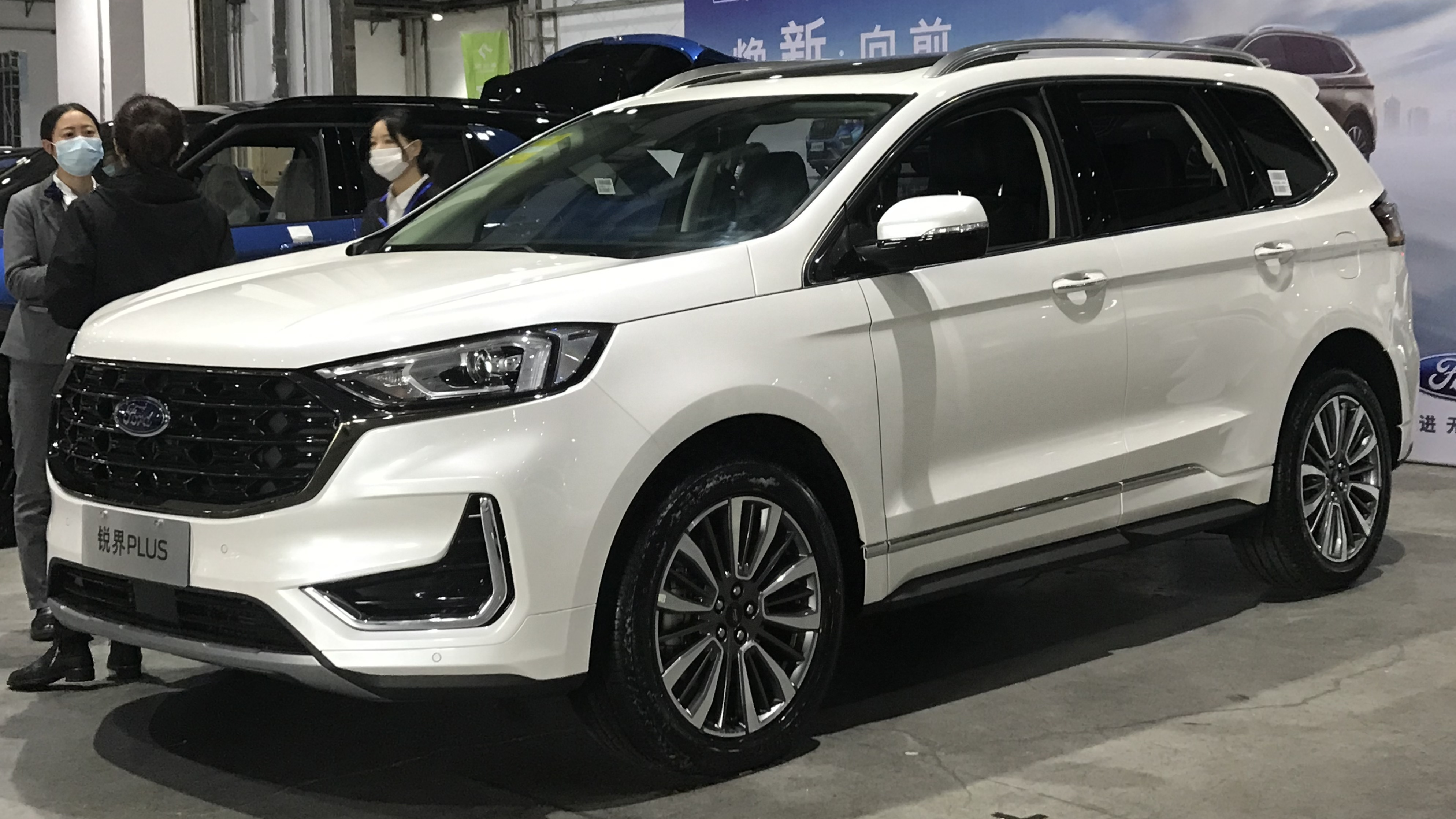
Ford Edge Plus

Edge в Китае был обновлен вместе с остальным миром в 2019 году, а в 2021 модельном году он получил еще один рестайлинг исключительно для китайского трехрядного Edge под названием Ford Edge Plus. Edge Plus имеет слегка переработанный внешний вид и другой дизайн интерьера. В салоне установлены два новых дисплея диагональю 8 и 13,2 дюйма, а также новое многофункциональное рулевое колесо квадратной формы. На обновленной центральной консоли расположены климат-контроль и вентиляционные отверстия, а под крышкой скрываются розетка, один USB-порт и беспроводное зарядное устройство. Edge Plus оснащен предыдущим 2,0-литровым рядным 4-цилиндровым двигателем мощностью 245 л.с. (242 л.с., 180 кВт) и 390 Нм (39,8 кгм; 288 фунт-фут), который соединен с восьмиступеньчатой  автоматичесой коробкой передач. Предлагаются как передний, так и полный привод.

### Изменения 2021 модельного года
В 2021 модельном году Ford Edge получил стандартный двенадцатидюймовый сенсорный экран информационно-развлекательной системы в стиле планшета с беспроводной интеграцией смартфонов Apple CarPlay и Android Auto, а также стандартное спутниковое радио SiriusXM с обзором 360L. Новая отделка ST-Line, основанная на Edge SEL среднего уровня, добавила стиль экстерьера и интерьера в стиле ST, уникальный салон с отделкой ActiveX ( кожзаменителем ) и уникальные диски из алюминиевого сплава с черной отделкой, но с электроприводом. базовым четырехцилиндровым двигателем EcoBoost объемом 2,0 л в сочетании с восьмиступенчатой автоматической коробкой передач. Edge Titanium получил новый пакет Titanium Elite Package, который добавил уникальную цветовую схему салона, специфичные для модели элементы внешнего дизайна, а также шины большего размера с уникальными дисками из алюминиевого сплава.

### Edge ST

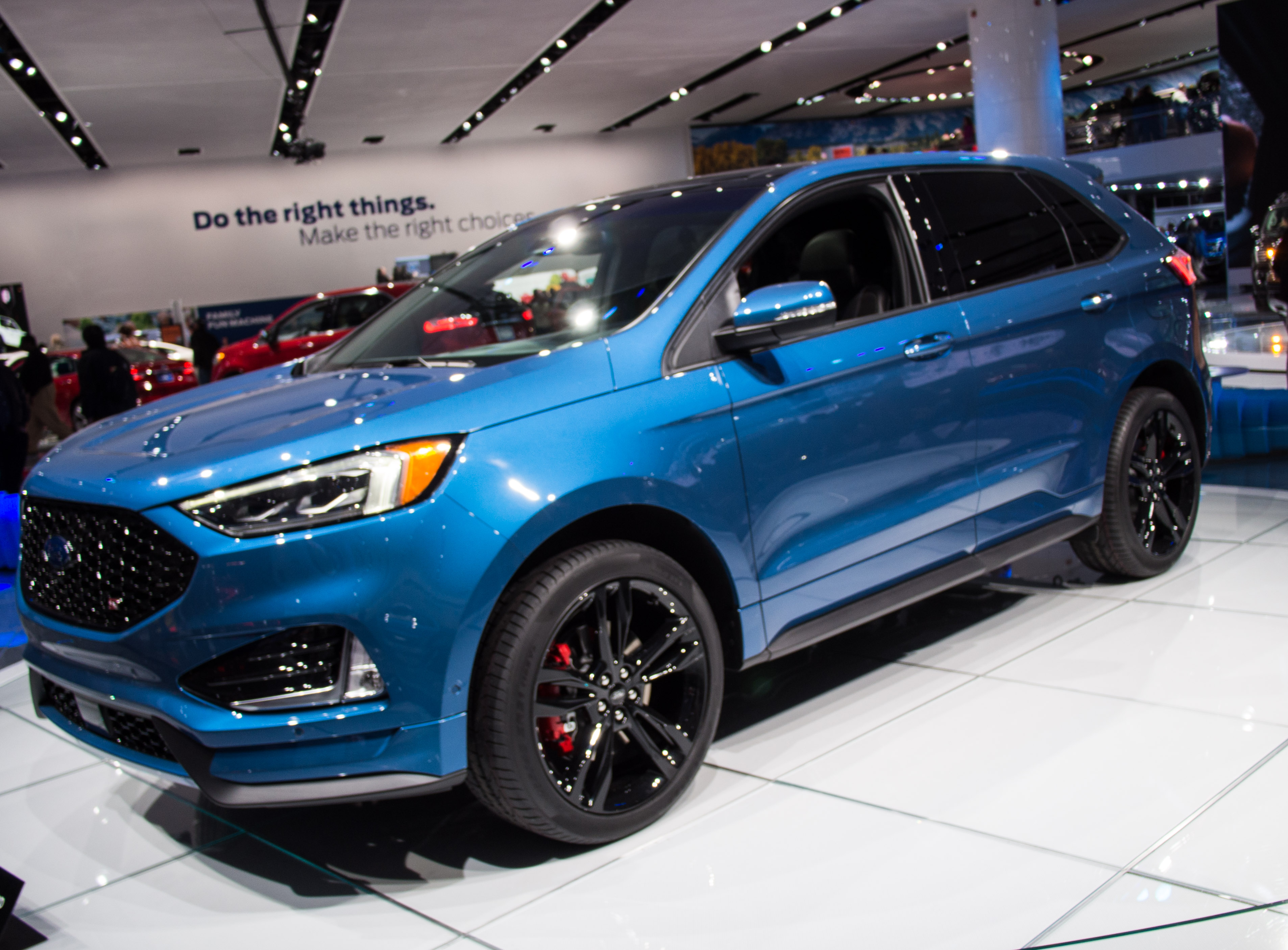
Ford Edge ST

Ford также предложил новую модель Edge, ST, вместо Sport в качестве верхней комплектации линейки. Он оснащен 2,7-литровым двигателем V6 EcoBoost с двойным турбонаддувом мощностью 335 лошадиных сил (250 кВт), что на 20 лошадиных сил (15 кВт) больше, чем у Sport 2018 года, в котором использовался тот же двигатель. Стиль ST включает в себя переднюю решетку из темной сетки, диски из алюминиевого сплава и уникальный интерьер.

### Силовой агрегат
| Тип                                            | Модельные годы | Мощность при об/мин                     | Крутящий момент при об/мин                 | Примечания                                                                        |
| ---------------------------------------------- | -------------- | --------------------------------------- | ------------------------------------------ | --------------------------------------------------------------------------------- |
| 1999 куб.см (122,0 куб.дюйма) Ecoboost I4      | 2015–2024 гг.  | 245 л.с. (183 кВт) при 5500 об/мин      | 275 фунт-фут (373 Нм) при 3000 об/мин      |                                                                                   |
| 3496 куб.см (213,3 куб.дюйма) Duratec 35 V6    | 2015-2018 гг.  | 280 л.с. (210 кВт) при 6500 об/мин      | 250 фунт-фут (339 Нм) при 4000 об/мин      |                                                                                   |
| 2720 куб. См (166 куб. Дюймов) 2.7 Ecoboost V6 | 2015-2018 гг.  | 315 л.с. (235 кВт) при 4750 об/мин      | 350 фунт-фут (475 Нм) при 2750 об/мин      |                                                                                   |
| 2720 куб. См (166 куб. Дюймов) 2.7 Ecoboost V6 | 2019–2024 гг.  | 335 л.с. (250 кВт) при 5550 об/мин      | 380 фунт-фут (515 Нм) при 3250 об/мин      |                                                                                   |
| 2,0 л (120 куб. Дюймов) TDCI I4 (Европа)       | 2016-2018 гг.  | 180 л.с. (130 кВт) при 3500 об/мин      | 295 фунт-фут (400 Нм) при 2000–2750 об/мин | Доступен только с 6-ступенчатой механической коробкой передач.                    |
| 2,0 л (120 куб. Дюймов) TDCI I4 (Европа)       | 2016-2018 гг.  | 210 л.с. (160 кВт) при 3000–4500 об/мин | 332 фунт-фут (450 Нм) при 2000 об/мин      | Доступно только с 6-ступенчатой коробкой передач PowerShift с двойным сцеплением. |
| 2,0 л (120 куб. Дюймов) EcoBlue I4 (Европа)    | 2018–2024 гг.  | 190 л.с. (140 кВт) при 3500 об/мин      | 295 фунт-фут (400 Нм) при 2000 об/мин      | Доступен только с 6-ступенчатой механической коробкой передач.                    |
| 2,0 л (120 куб. Дюймов) EcoBlue I4 (Австралия) | 2018–2024 гг.  | 190 л.с. (140 кВт) при 3500 об/мин      | 295 фунт-фут (400 Нм) при 2000 об/мин      | Доступен только с 8-ступенчатой автоматической коробкой передач.                  |
| 2,0 л (120 куб. Дюймов) EcoBlue I4 (Европа)    | 2018–2024 гг.  | 238 л.с. (177 кВт) при 3750 об/мин      | 369 фунт-фут (500 Нм) при 2000 об/мин      | Доступен только с 8-ступенчатой автоматической коробкой передач.                  |

## Третье поколение (CDX706; 2023 г.)
Edge третьего поколения был выпущен в 2023 году для китайского рынка как Ford Edge L. Это внедорожник среднего размера с тремя рядами сидений, доступный с бензиновыми и гибридными силовыми агрегатами. 

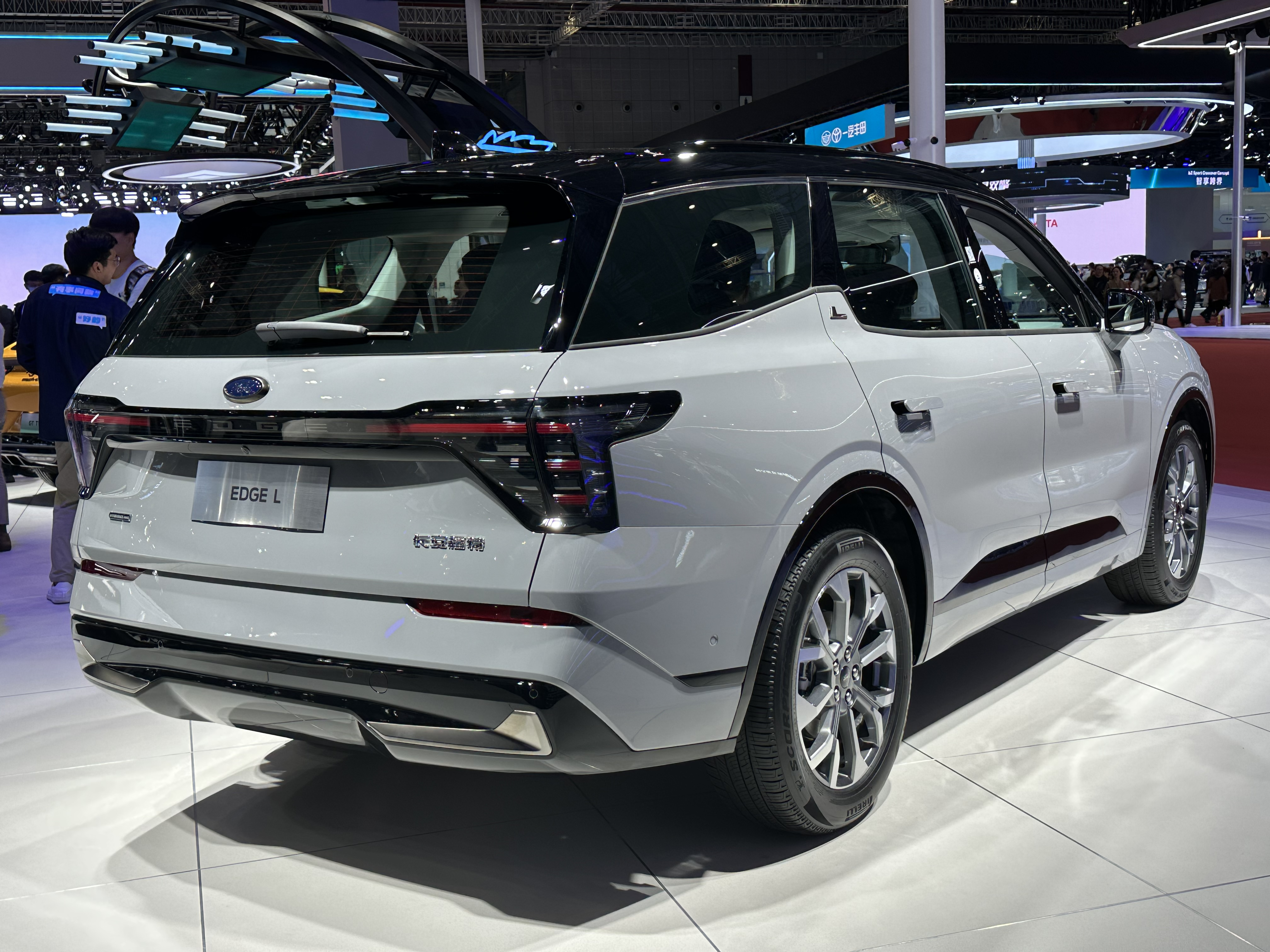
Вид сзади
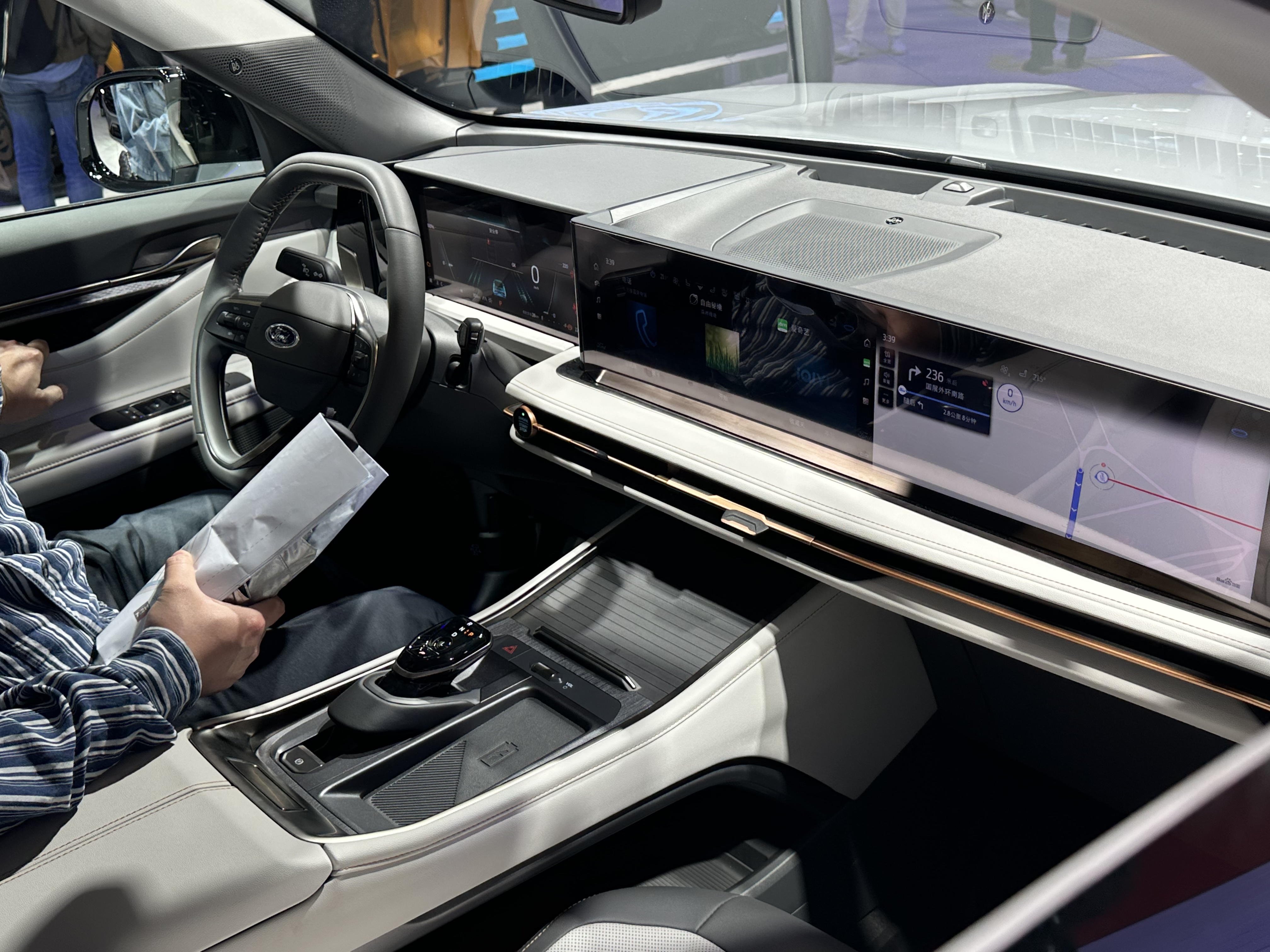
Салон
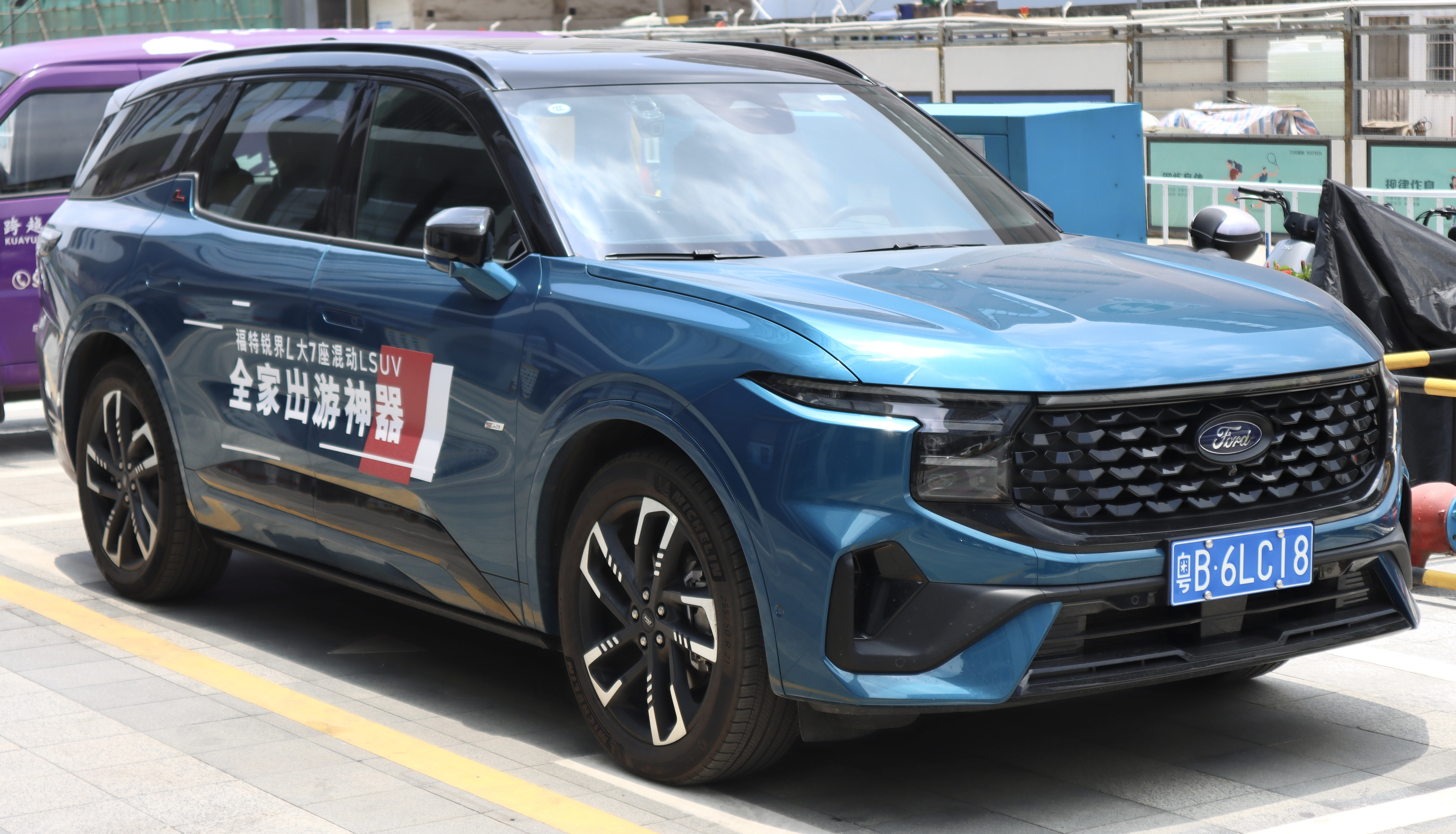
Edge L ST-Line 2023 (Китай)
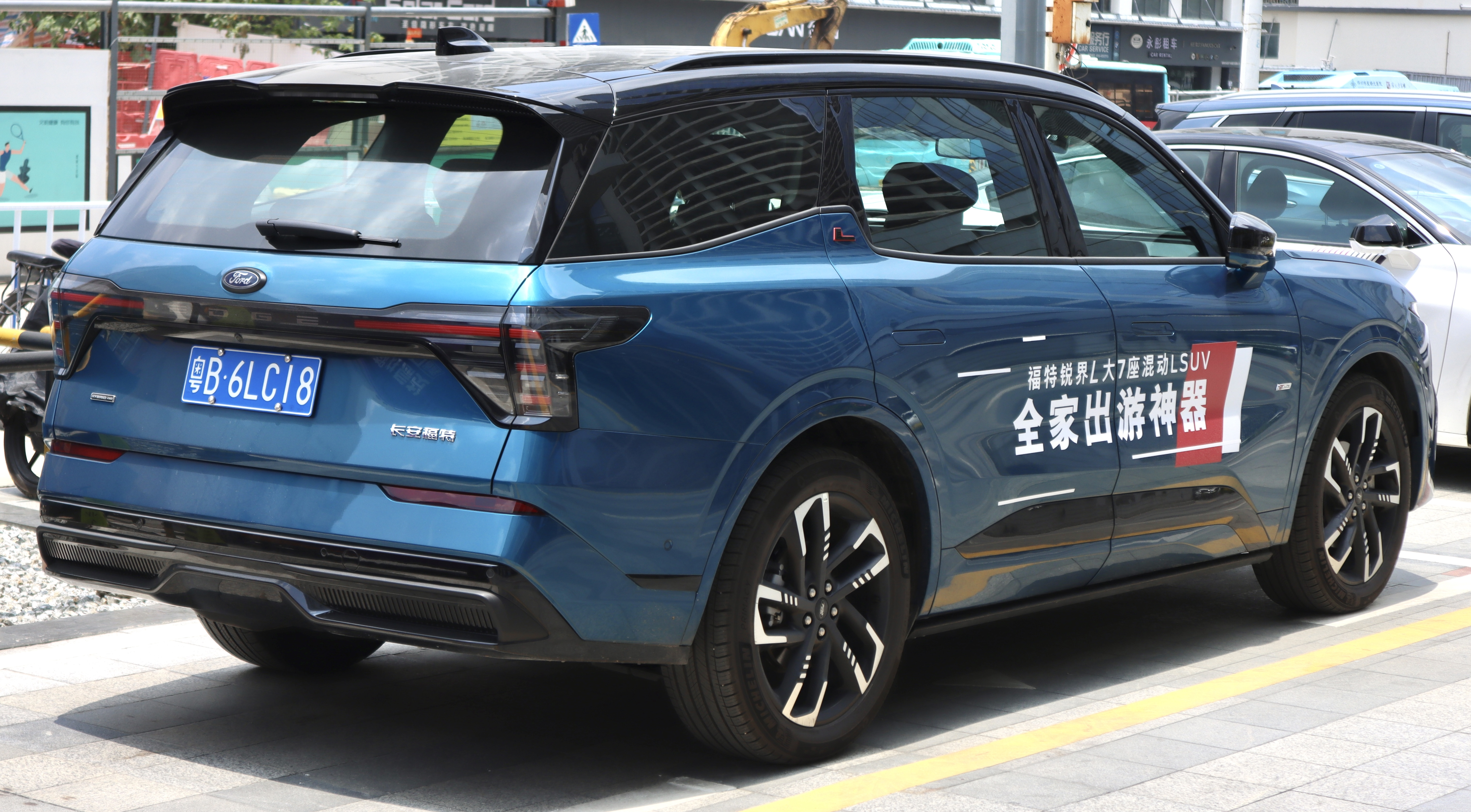
Edge L ST-Line 2023 (Китай)

## Премии
Ford Edge присуждено несколько наград:
- Ford Edge признан одним из «лучших семейных автомобилей» в 2007 по версии AAA и Parents Magazine.
- Edge заслужил рейтинг IIHS «Top Safety Pick» в январе 2007 года
- двигатель Duratec 35 V6 на 3,5 литра назван одним из лучших и включён в список «10 лучших двигателей» по версии Ward.
- Ford Edge назван «городским грузовиком 2007 года» по версии On Wheels, Inc.
- Edge выиграл премию «APEAL» 2007 года, присуждаемую J.D. Power and Associates.

## Продажи в США
| Календарный год | Общее число продаж в США |
| --------------- | ------------------------ |
| 2006            | 2 201                    |
| 2007            | 130 125                  |
| 2008            | 110 798                  |
| 2009            | 88 548                   |
| 2010            | 118 637                  |
| 2011            | 121,702                  |
| 2012            | 127,969                  |
| 2013            | 129,109                  |
| 2014            | 108,864                  |
| 2015            | 124,120                  |